# Anders Ljungberg
Anders Ljungberg (født 12. juli 1947) er en svensk tidligere fodboldspiller (midtbane) og -træner.
Ljungberg spillede hele sin karriere i hjemlandet, hvor han primært var tilknyttet Malmö FF, som han repræsenterede i i alt ti år. Han vandt fire svenska mesterskaber og fem pokaltitler med klubben, og vandt også to pokaltitler under sit ophold hos Åtvidaberg.
For Sveriges landshold spillede Ljungberg ni kampe i perioden 1969 til 1977.

## Titler
Allsvenskan
- 1967, 1974, 1975 og 1977 med Malmö FF

Svenska Cupen
- 1967, 1973, 1974, 1975 og 1978 med Malmö FF
- 1970 og 1971 med Åtvidaberg